# Tipasa aurea
Tipasa aurea är en fjärilsart som beskrevs av George Thomas Bethune-Baker 1908. Tipasa aurea ingår i släktet Tipasa och familjen nattflyn. Inga underarter finns listade i Catalogue of Life.